# Glenea subarida
Glenea subarida é uma espécie de escaravelho da família Cerambycidae. Foi descrita por Stephan von Breuning em 1958.